# Moods in Jazz
Moods in Jazz – album amerykańskiego saksofonisty jazzowego Boba Gordona, nagrany w grudniu 1953
wraz z puzonistą Herbiem Harperem oraz sekcją rytmiczną z George'em Redmanem na perkusji. Nagrania zrealizowano w studiu Radio Recorders w Hollywood. LP wydany w 1954 przez Tampa Records z numerem TP-26.
Te same nagrania ukazały się na osobnych płytach:
- na 10" LP wydanym w 1954 przez wytwórnię Skylark (SKLP 20) jako płyta zespołu The George Redman Group: George Redman Group
- na 12" LP wydanym w 1956 przez wytwórnię Tampa Records (TP 26) jako Jazz Impressions (The Bob Gordon Quintet)

oraz jako strony B splitów:
- na 10" LP wydanym w 1954 przez wytwórnię Tampa Records (LP 16) jako Oscar Moore Trio/George Redman Group
- na 12" LP wydanym w 1958 przez wytwórnię Tampa Records (LP 16) jako Swing Shift: Music for Night Owls. Jako wykonawca figuruje The Modern Jazz Octet.

Reedycja V.S.O.P. na CD z 1995 rozszerzona została tym razem o nagrania z płyty Boba Enevoldsena
Reflections in Jazz.

## Muzycy
- Bob Gordon – saksofon barytonowy
- Herbie Harper – puzon
- Maury Dell – fortepian
- Don Prell – kontrabas
- George Redman – perkusja

## Lista utworów
Strona A
| 1. | "Babette" (Maury Dell)                                           | 2:56  |
|    |                                                                  |       |
| 2. | "Moer Blues" (Don Prell)                                         | 5:51  |
|    |                                                                  |       |
| 3. | "Sonny Boy" (Lew Brown, Buddy DeSylva, Ray Henderson, Al Jolson) | 2:22  |
|    |                                                                  |       |
|    |                                                                  | 11:09 |
|    |                                                                  |       |
Strona B
| 5. | "Slow Mood" (Eddie Miller)    | 3:09  |
|    |                               |       |
| 6. | "Slow" (Al Cohn)              | 1:53  |
|    |                               |       |
| 7. | "Just George" (Wally Stewart) | 4:12  |
|    |                               |       |
|    |                               | 09:14 |
|    |                               |       |

## Informacje uzupełniające
- Producent, autor opisu (omówienia) na okładce – Robert Scherman
- Inżynier dźwięku – Val Valentin
- Projekt graficzny okładki – Johnny Miller
- Zdjęcie – Danny Rouzer